# 미나미구 (오사카시)
미나미구(南区)는 오사카부 오사카시에 설치되었던 구이다. 현재의 주오구 남부에 해당한다.

## 역사
- 1879년 2월 10일 - 군구정촌 편제법 시행에 따라 "제2대구"(第2大区)가 미나미구(南区)가 됨.
- 1889년 4월 1일 - 시제 시행에 따라 오사카시의 행정구가 됨.
- 1897년 4월 1일 - 오사카시 제1차 시역 확장에 따라, 니시나리군 니시하마정·난바촌의 전역과 기즈촌·이마미야촌·히가시나리군 덴노지촌·이쿠노촌의 오사카 철도(현재의 간사이 본선·오사카 순환선) 이북·이서쪽을 미나미구로 편입.
- 1925년 4월 1일 - 대략 위의 구 니시나리군 구역을나니와구로, 구 히가시나리군 구역을 덴노지구로 분구.
- 1943년 4월 1일 - 나나와구의 일부, 텐노지구의 일부를 편입, 일부를 나나와구로 이관.
- 1989년 2월 13일 - 히가시구와 통합하여 주오구가 됨.